# تشارلز كاتيرال
تشارلز كاتيرال (بالإنجليزية: Charles Catterall) (16 أكتوبر 1914 – 1 نوفمبر 1966) هو ملاكم جنوب أفريقي راحل، مثّل بلاده في الألعاب الأولمبية الصيفية 1936.

## روابط خارجية
تشارلز كاتيرال على موقع بوكس ريك (الإنجليزية) (registration required)
- تشارلز كاتيرال على موقع أوليمبيديا (الإنجليزية)